# Louis Durey
Louis Durey (Parigi, 27 maggio 1888 – Saint-Tropez, 3 luglio 1979) è stato un compositore francese, membro del Gruppo dei Sei.

## Biografia
La sua prima esperienza musicale risale ai suoi 20 anni, quando cominciò a comporre subito dopo aver ascoltato dei lavori di Claude Debussy, prima da autodidatta e in seguito prendendo lezioni di musica. La sua prima composizione pubblicata fu "Carillons" per pianoforte solo, opera apprezzata anche da Maurice Ravel. Negli anni 1910 cominciò a frequentare diversi musicisti, divenendo grande amico di Darius Milhaud ed entrando a far parte del celebre "Les Six".
Fu l'unico dei sei a non partecipare alla scrittura del balletto "Les Mariés de la Tour Eiffel" del 1921, poiché all'epoca era in viaggio lontano da Parigi, sede dei Six.
Partecipò alla Seconda guerra mondiale, dove fu attivo nella Resistenza francese e simpatizzante per il Partito Comunista.
Scrisse anche delle canzoni antifasciste e anche dopo la guerra fu molto vicino alle posizioni comuniste, lavorando come critico musicale per un giornale francese di sinistra. Sicuramente il meno ricordato del Gruppo dei Sei, morì nel 1979 a Saint-Tropez.

## Opere
La sua carriera musicale degli ultimi sessant'anni (1914-1974) comprende 116 numeri d'opera, ed è caratterizzata da lunghi periodi di silenzio creativo. Il suo corpus compositivo copre tutti i generi musicali, ad eccezione del balletto, e ha una speciale predilezione per la musica vocale e corale. Poche sono le sue partiture orchestrali e una sola è la sua composizione lirica, "L'occasion". Ha inoltre composto musiche per spettacoli, film e documentari.